# Drajinac
Drajinac (izvirno srbsko Драјинац) je naselje v Srbiji, ki upravno spada pod Občino Svrljig; slednja pa je del Niškega upravnega okraja.

## Demografija
V naselju živi 610 polnoletnih prebivalcev, pri čemer je njihova povprečna starost 49,2 let (48,3 pri moških in 50,2 pri ženskah). Naselje ima 240 gospodinjstev, pri čemer je povprečno število članov na gospodinjstvo 2,94.
To naselje je, glede na rezultate popisa iz leta 2002, večinoma srbsko.
|  |

| Demografija | Demografija     | Demografija     |
| Leto        | Št. prebivalcev | Št. prebivalcev |
| ----------- | --------------- | --------------- |
|             |                 |                 |
|             |                 |                 |
|             |                 |                 |
|             |                 |                 |
| 1948        | 1536            |                 |
| 1953        | 1537            |                 |
| 1961        | 1371            |                 |
| 1971        | 1077            |                 |
| 1981        | 1033            |                 |
| 1991        | 866             | 855             |
| 2002        | 712             | 706             |
|             |                 |                 |

| Etnična sestava po popisu iz leta 2002 | Etnična sestava po popisu iz leta 2002 | Etnična sestava po popisu iz leta 2002 | Etnična sestava po popisu iz leta 2002 | Etnična sestava po popisu iz leta 2002 |
| -------------------------------------- | -------------------------------------- | -------------------------------------- | -------------------------------------- | -------------------------------------- |
| Srbi                                   | Srbi                                   |                                        | 697                                    | 98,72%                                 |
| Romi                                   | Romi                                   |                                        | 5                                      | 0,70%                                  |
| Neznano                                | Neznano                                |                                        | 4                                      | 0,56%                                  |